# Oakwood Park
Oakwood Park és una població dels Estats Units a l'estat de Missouri. Segons el cens del 2000 tenia 183 habitants.

## Demografia
Segons el cens del 2000, Oakwood Park tenia 183 habitants, 82 habitatges, i 54 famílies. La densitat de població era de 883,2 habitants per km².
Dels 82 habitatges en un 23,2% hi vivien nens de menys de 18 anys, en un 57,3% hi vivien parelles casades, en un 8,5% dones solteres, i en un 34,1% no eren unitats familiars. En el 32,9% dels habitatges hi vivien persones soles el 12,2% de les quals corresponia a persones de 65 anys o més que vivien soles. El nombre mitjà de persones vivint en cada habitatge era de 2,23 i el nombre mitjà de persones que vivien en cada família era de 2,83.
Per edats la població es repartia de la següent manera: un 16,9% tenia menys de 18 anys, un 4,9% entre 18 i 24, un 31,1% entre 25 i 44, un 24% de 45 a 60 i un 23% 65 anys o més.
L'edat mediana era de 44 anys. Per cada 100 dones de 18 o més anys hi havia 74,7 homes.
La renda mediana per habitatge era de 51.875 $ i la renda mediana per família de 61.875 $. Els homes tenien una renda mediana de 51.023 $ mentre que les dones 31.250 $. La renda per capita de la població era de 27.990 $. Cap de les famílies i l'1,2% de la població estaven per davall del llindar de pobresa.

## Poblacions més properes
El següent diagrama mostra les poblacions més properes.